# 穆略科查湖
12°02′S 75°58′W / 12.033°S 75.967°W
穆略科查湖（Lake Mullucocha），是秘魯的湖泊，位於該國中南部利馬大區，處於帕里亞卡卡山脈東南面、皮蒂科查湖以東和保卡爾科查湖西東北面，海拔高度4,286米。